# Battaglia di Montecarotto
La battaglia di Montecarotto appartiene alla fase conclusiva della lotta di liberazione della provincia di Ancona nel corso della seconda guerra mondiale. Lo scontro vide i patrioti della Brigata Maiella insieme a un distaccamento del Secondo Corpo d'armata polacco (polacco: Drugi Korpus Wojska Polskiego) affrontare l'esercito tedesco, quest'ultimo deciso a stringere la formazione abruzzese in una morsa micidiale. La resistenza della Brigata Maiella, iniziata il 24 luglio 1944, si concluse vittoriosamente il 4 agosto. Sotto il comando polacco operavano non solo le truppe del Corpo Italiano di Liberazione (CIL), comandato dal generale Umberto Utili, ma anche i "Patrioti della Maiella", guidati dal vice comandante Domenico Troilo.

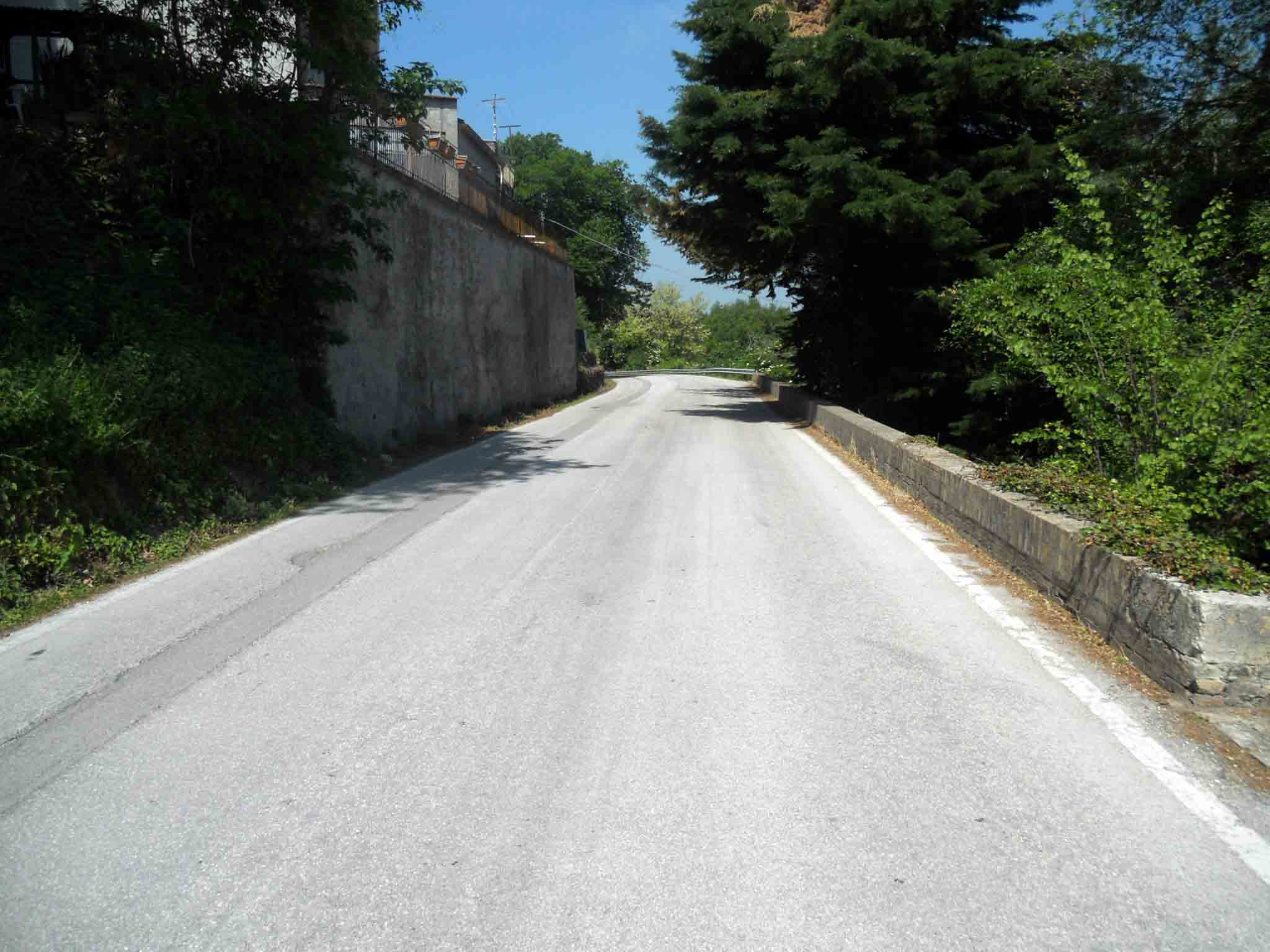
Il ponte del "Filetto" distrutto dai tedeschi in ritirata il 25 luglio 1944

## Fase preliminare dello scontro
Il 23 luglio, due plotoni della Maiella lasciarono Cupramontana (che avevano liberato con un’azione a sorpresa) per occupare il territorio compreso tra Poggio San Marcello, Maiolati Spontini e Castelplanio. Il 24 luglio, il sergente Giuseppe Bianchi di Vestone del IV plotone saggiò la forza di fuoco dei tedeschi a Poggio San Marcello e il giorno seguente, in uno scontro a fuoco nei pressi del cimitero, perse la vita il giovane Renzo Sciore di Villalago. 
La notte del 25 luglio, il generale Wilhelm Raapke della 71ª Divisione di fanteria Wehrmacht diede ordine di far saltare in aria il ponte del "Filetto". Il gesto mirava a ostacolare l'avanzata dei plotoni della Brigata Maiella, pronti a convergere le proprie forze su Montecarotto, già base logistica del nemico, dopo la liberazione di Filottrano e Jesi. 
Il ritiro della Wehrmacht oltre il fiume Misa aveva facilitato la penetrazione del fronte alleato, desideroso di strappare al nemico il colle dell'ospedale, utile punto di osservazione a guardia della vallata a nord di Montecarotto.
Il 26 luglio, Bianchi decise di raggiungere Montecarotto insieme al plotone guidato dal tenente Jovacini, avendo constatato il ritiro dei tedeschi nella notte precedente. L'avanzamento si rivelò la punta di cuneo dello schieramento alleato e il primo osservatorio venne stabilito sul campanile dell'ospedale. Presto giunsero gli altri patrioti del IV plotone guidati da Domenico Troilo, che assunse il comando delle operazioni. L'intera collina venne presidiata da squadre di patrioti, con appostamenti nei punti più strategici. Già dalla prima notte iniziarono i primi scambi di fuoco con i tedeschi, utili a saggiare l'urto offensivo del nemico.
Il ritiro tedesco puntava a far avanzare gli abruzzesi, attratti dalla posizione strategica del colle più alto della cittadina. Tale posizione era cruciale per il controllo militare del fronte Sud, lungo la Valle del fiume Esino, già liberata, e quello settentrionale, lungo la Valle del Misa, ancora in mano tedesca. Lo schieramento alleato avrebbe tratto vantaggi offensivi tutt'altro che marginali occupando il colle dell'ospedale, la parte più elevata di Montecarotto. Tuttavia, fu proprio il nuovo posizionamento dei patrioti a innescare la trappola tedesca, caratterizzata da un accerchiamento militare del caposaldo volto a spingere gli occupanti abruzzesi alla resa, in assenza di aiuti alleati. Il grosso dello schieramento della Wehrmacht si era attestato sulla sponda settentrionale del Misa, da dove potevano essere effettuate puntate offensive in direzione di Montecarotto.

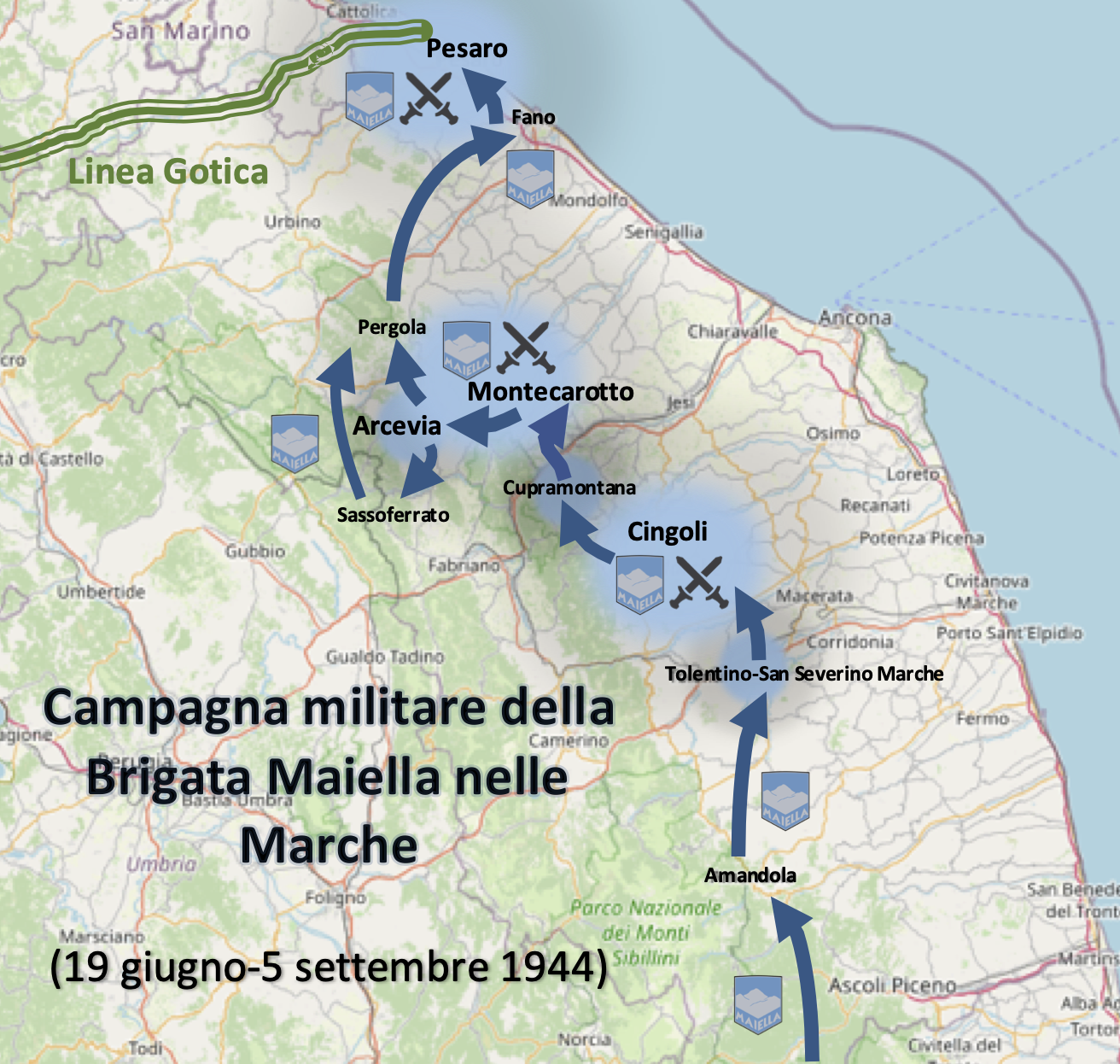
Campagna militare della Brigata Maiella nelle Marche, giugno-settembre 1944

## Inizia lo scontro
Per due giorni, un silenzio irreale avvolse Montecarotto. Diversi civili cercarono rifugio nella Vallesina, già liberata dagli eserciti alleati, mentre l'unico suono che osava rompere la quiete era il boato dei primi colpi di cannone, una minaccia crescente per l'intero abitato. La mattina del 27 luglio, 40 alpini del Battaglione "Piemonte" che avevano lasciato Jesi, fecero il loro ingresso in paese. I residenti lessero questo arrivo come un segnale di speranza e molti scesero in piazza per celebrare la tanto attesa liberazione. Tuttavia, la gioia fu di breve durata: furono costretti a riparare immediatamente nei rifugi sotterranei a causa delle prime granate. Queste venivano sparate da venticinque cannoni posizionati a semicerchio a nord di Montecarotto. 

### Lo scontro si intensifica
La pioggia di fuoco durò per tutto il giorno. Fu solo allora che i patrioti ebbero la chiara percezione di essere caduti in una trappola meticolosamente pianificata. Presto si diffuse la voce che i tedeschi fossero nascosti nelle campagne tra Montecarotto e Serra de' Conti. La prima esplorazione verso la contrada San Paterniano non ebbe fortuna. L'intensità della battaglia crebbe in quelle ore concitate.

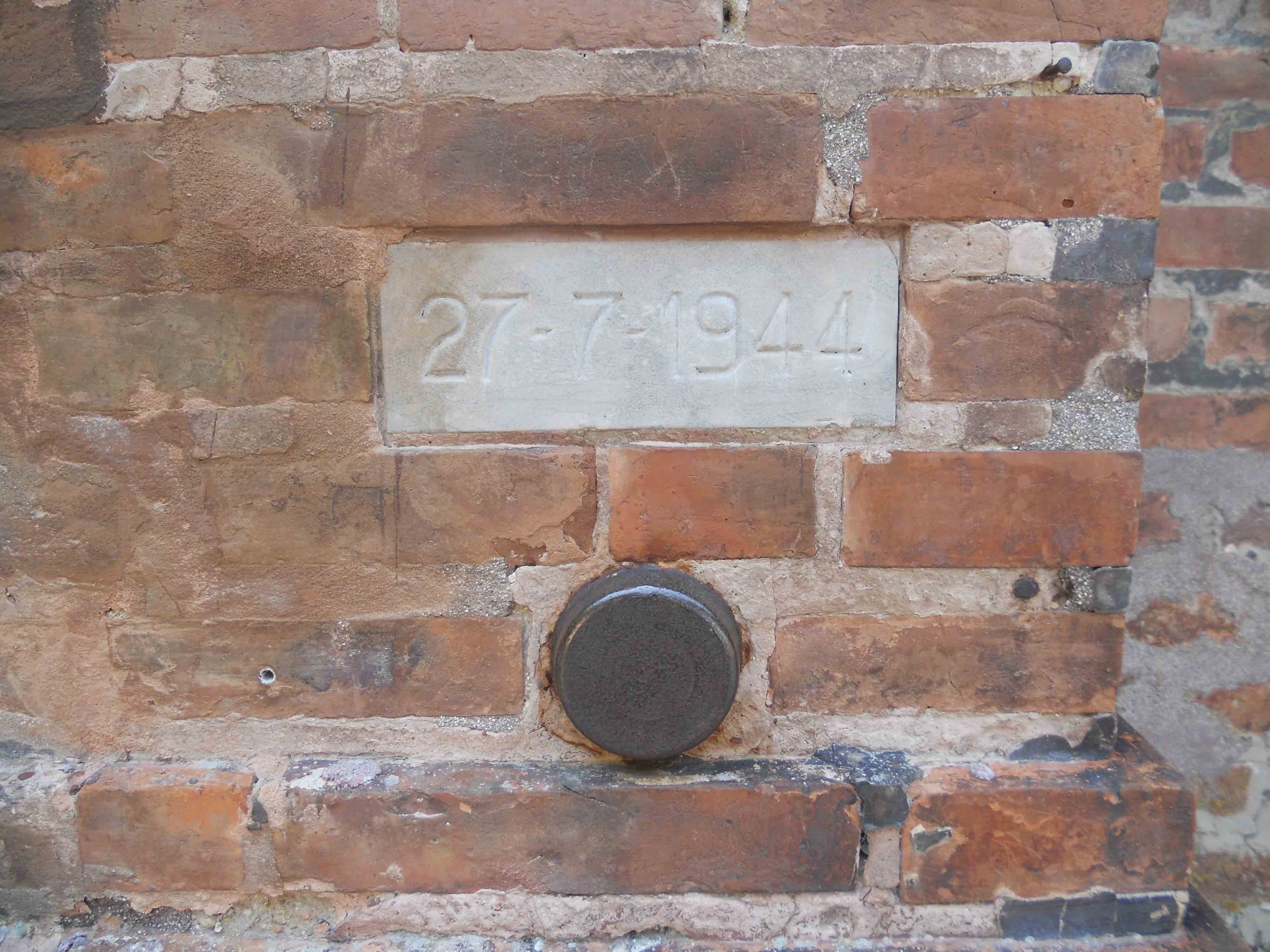
Proiettile dell'artiglieria tedesca rimasto inesploso sulla facciata della Chiesa della "Santissima Annunziata"

Lo scontro aveva infatti galvanizzato i reparti tedeschi, che si diressero alla riconquista di Montecarotto, protetti da una spietata copertura di fuoco e dal buio della notte. Gli ufficiali inglesi “Lamb” (un nome di copertura, probabile militare dei servizi segreti britannici) e Lesley Filliter incoraggiarono gli assediati a non arrendersi.
In aiuto della resistenza intervenne il XIII plotone di Poggio San Marcello, ma durante il tragitto cadde in un’imboscata. Il resto del plotone fu costretto a ritirarsi, tranne sette uomini che riuscirono comunque a raggiungere l’ospedale, lanciandosi nella mischia tedesca.
La resistenza del IV plotone riuscì a respingere l'assalto nemico, che tentò di occupare la postazione degli assediati per tutta la notte con attacchi da Ovest, da Nord e da Est. La rabbia tedesca per l'insuccesso si tramutò in un fuoco di artiglieria che durò dall'alba al tramonto del 28 luglio. Il comando dell'ospedale restava in mano a Troilo e Lamb, quest'ultimo incaricato di fare la spola con le retrovie. Nel pomeriggio giunse a Montecarotto l'VIII plotone Maiella, chiamato a fortificare la zona del cimitero, più esposta all'avanzata tedesca.
Nelle prime ore della sera, alcuni tedeschi riuscirono a entrare dalla porta principale dell'ospedale, lasciata aperta forse incautamente o, più probabilmente, di proposito da alcuni civili. Ne sorse uno scontro a fuoco, quasi subito vinto dai patrioti della Maiella. Le raffiche di mitra ripresero violentissime, con i due plotoni abruzzesi in grado di tener testa alla fanteria tedesca. Il paese venne martoriato quasi ininterrottamente. Si iniziò a temere la presenza in paese di soldati della Wehrmacht, forse aiutati dai fascisti del posto. Per tale motivo, il tenente colonnello polacco Wilhelm Lewicki ordinò il rastrellamento del luogo in cerca di eventuali sacche del collaborazionismo tedesco. Una scelta che provocò nella popolazione un atteggiamento non ostile verso gli Alleati.

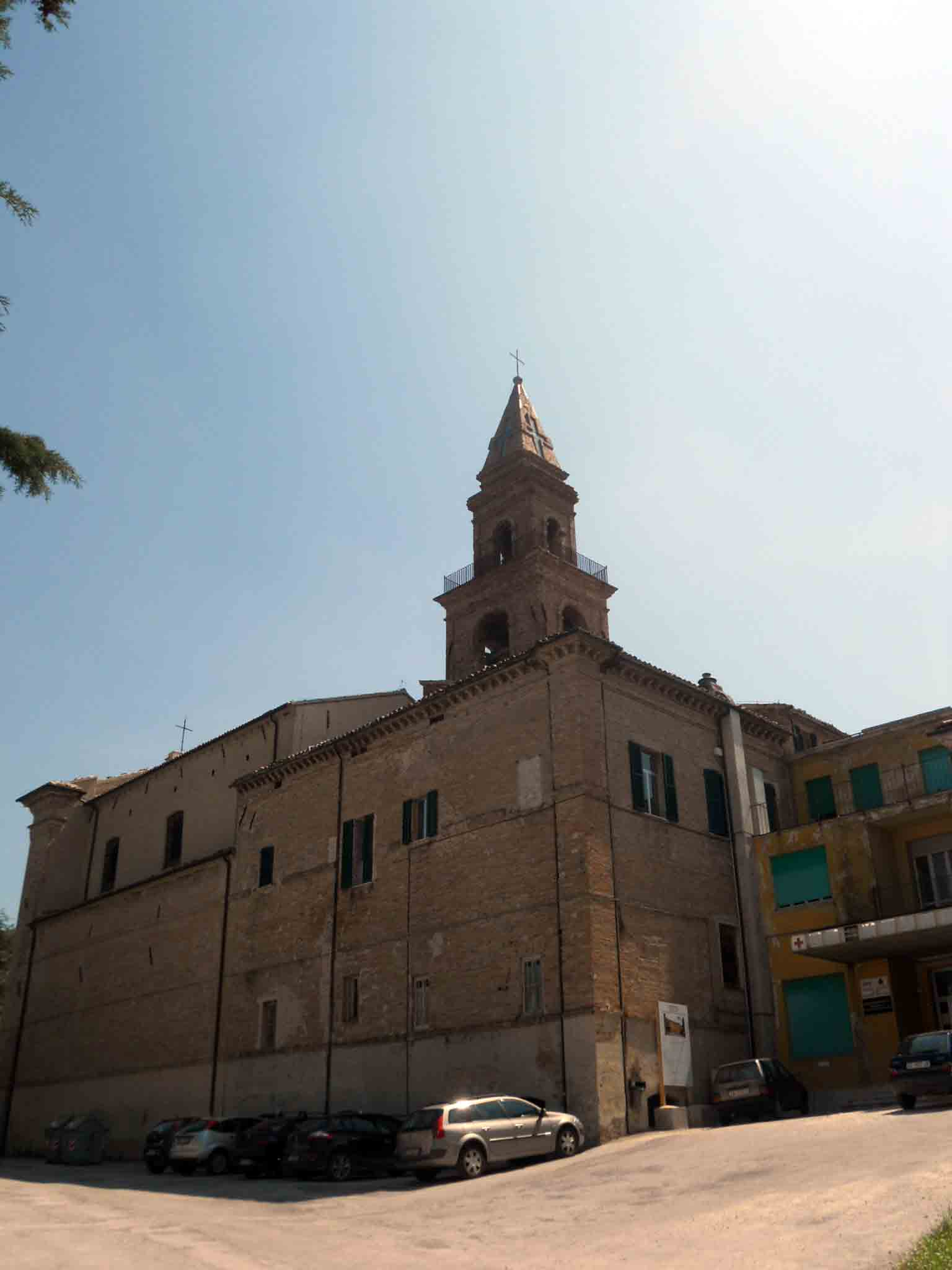
Campanile dell'ospedale difeso dalla Brigata Maiella

Il 29 luglio, dopo una breve tregua, i tedeschi ripresero l'assedio, rovesciando sul paese una pioggia di fuoco che durò tutto il giorno. Non mancarono morti anche tra i civili. La resistenza iniziò a valutare l'impossibilità di affrontare un nuovo assalto a oltranza senza rinforzi e rifornimenti, ormai indispensabili. Già dalla mattina del 28 luglio era arrivato il tenente colonnello polacco Czarnecki, ufficiale di collegamento inviato dal comando del Secondo Corpo Polacco, pronto a misurarsi con l'assalto nemico nella notte, coadiuvato dai repubblichini che invitavano i patrioti alla resa.
Czarnecki attuò una manovra dimostrativa impiegando veicoli blindati nel tentativo di indurre il nemico alla ritirata. Tuttavia, la presenza di questi mezzi si rivelò insufficiente a intimidire l'avversario. Per tale ragione, venne richiesto l'invio di rinforzi significativi, tra cui plotoni di fanteria, un gruppo di artiglieria e uno squadrone di mezzi motorizzati. Purtroppo, le condizioni meteorologiche avverse impedirono a gran parte di queste forze di raggiungere le posizioni previste. Solo l'artiglieria riuscì ad avanzare a una distanza utile per fornire il supporto atteso.
L'attacco divenne il più terribile di tutti i precedenti, ma nonostante il dispiego di forze, dieci volte superiore agli assediati, i tedeschi non riuscirono a piegare la resistenza, mentre il tentativo tedesco di istigare i civili alla ribellione contro la resistenza italiana, presentata come la causa delle loro sciagure, fallì miseramente. Il 30 luglio sopraggiunsero cinque compagnie della 184ª Divisione paracadutisti "Nembo" agli ordini del generale Giorgio Morigi — fino ad allora impegnate in furiosi combattimenti a Est di Montecarotto —, in sostituzione del IV, l'VIII e il XIII Maiella.

## Verso la liberazione di Arcevia e Ostra Vetere
Dopo il fallito assalto tedesco al colle dell'ospedale, le forze alleate nell'area adriatica intensificarono la loro avanzata. Il subentro dei paracadutisti italiani permise alla Maiella di concentrare le proprie forze nel settore occidentale, lungo l'asse Poggio San Marcello-Avacelli-Arcevia. Fu soprattutto su Arcevia che si concentrò l'offensiva alleata, dove si trovava la 5ª Divisione da montagna, comandata dal generale di divisione Max Schrank.
Le direttrici difensive tedesche miravano a ostacolare le incursioni nemiche notturne. La strategia tedesca di Kesselring mostrava crescenti segni di difficoltà, acuita dalla limitatezza di risorse umane e materiali su vari fronti europei. Il 31 luglio, un nuovo assalto tedesco a est di Montecarotto fu respinto dalla Nembo, che riuscì a mantenere il fronte lontano dal colle di San Francesco. I GAP (Gruppi di Azione Patriottica) locali difesero il paese durante la notte. Combattimenti violenti si verificarono anche a ovest del Misa, tra Pergola e Scheggia, coinvolgendo il 2° Corpo d'armata polacco. 

### La conquista di Arcevia, l'ampliamento della Maiella e la ritirata tedesca
Il 1° agosto i combattimenti ripresero tra Montale e Piticchio. Il 2 agosto, il 14° plotone della Maiella entrò a Mergo, aprendo la strada per Arcevia.
Il 2 agosto, l'arrivo del Reggimento Ulani dei Carpazi polacco ad Arcevia si rivelò determinante. Un bombardamento aereo alleato, richiesto da Domenico Troilo, colpì le posizioni tedesche a Piticchio e Montale. Nella notte tra il 4 e il 5 agosto, le forze abruzzesi sfondarono le difese nemiche, portando alla caduta simultanea di Piticchio e Montale.

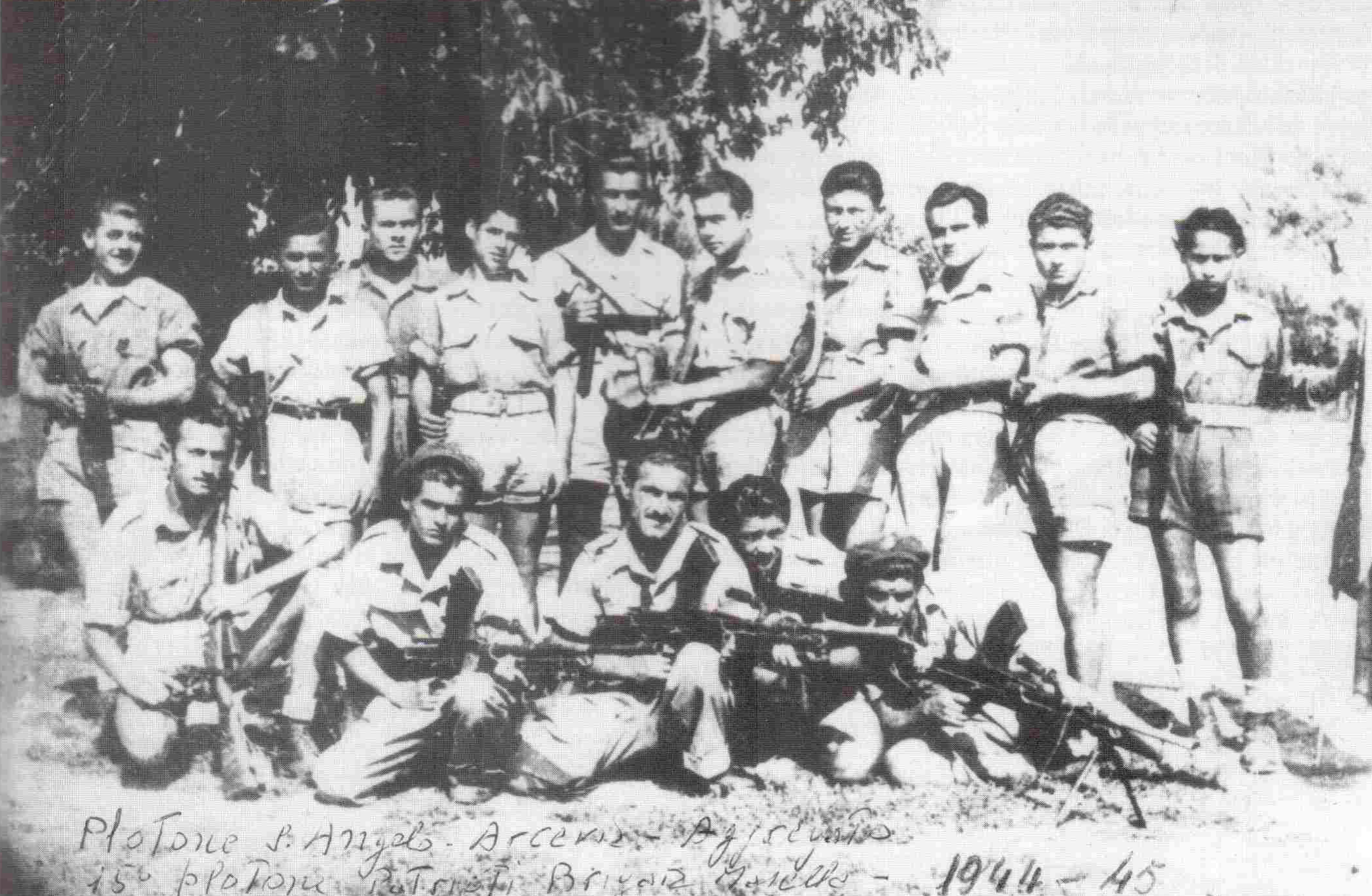
"Gruppo S. Angelo" di Arcevia appartenente alla Brigata Maiella

Il successo della Maiella ad Arcevia fu anche merito del gruppo partigiano locale. Il 20 agosto, a Piticchio, 37 ribelli del gruppo Valle Misa si unirono alla Maiella, formando il XV plotone "S. Angelo" (in ricordo delle vittime dell'Eccidio di Monte Sant'Angelo). Questo segnò l'apertura della formazione a volontari non abruzzesi. Li guidava Luciano La Marca, un ex guardiamarina originario di Roma scampato all'eccidio di Arcevia. Cadde a Pesaro il 31 agosto, nel corso di uno scontro a fuoco con i tedeschi.
A Montecarotto emersero tensioni interne tra gli ufficiali del CIL, alcuni dei quali adottarono misure coercitive contro la popolazione civile sospettata di spionaggio, radunando anziani e malati sotto la minaccia delle armi e annunciando esecuzioni per chi fosse privo di regolare autorizzazione di residenza. Questa condotta generò critiche.
Il 3 agosto, un attacco tedesco a Montecarotto colse di sorpresa la Nembo, ma fu respinto. Nello stesso periodo, il generale britannico Oliver Leese minacciò di bombardare Ostra Vetere per accelerare l'avanzata alleata e distruggere l'artiglieria tedesca. Il fronte italo-polacco esercitò una crescente pressione sulla 71ª Divisione tedesca, e la Nembo si spostò verso Serra de' Conti e il fiume Misa, consolidando il controllo alleato sul territorio. Un'operazione di ricognizione partigiana permise di individuare le posizioni nemiche e scongiurare il bombardamento. I militari italiani e alleati rimasero a presidio della cittadina fino al 4 agosto.
Le ultime fasi dei combattimenti videro il ritiro delle forze tedesche. Il 5 agosto, gli ultimi reparti della Wehrmacht oltrepassarono il fiume Cesano, il confine naturale a nord della provincia di Ancona. Il 19 agosto 1944, Montecarotto fu occupata dalle divisioni dell’8ª Armata britannica e dalla Seconda brigata del CIL, in marcia verso Pesaro per lo sfondamento della Linea Gotica.

## Verso il Metauro: la "bomba chimica”
Dopo Montecarotto, la Maiella avanzò verso il Metauro, bonificando il territorio dalle mine e recuperando armi. L'obiettivo successivo fu la protezione delle miniere di zolfo di Cabernardi e di Bellisio, a sud di Pergola, da eventuali incendi provocati dai tedeschi. Il 12 agosto, l'8° plotone della Maiella occupò Percozzone e le miniere di Bellisio.
Il 13 agosto, il comandante tedesco Raapke, incapace di fermare la Maiella militarmente, ordinò l'incendio di zolfo, rilasciando una nube tossica. I patrioti, allertati, si rifugiarono sulle alture a nord di Arcevia. Il vento cambiò direzione, costringendo i tedeschi a ritirarsi da Pergola a Montemaggiore al Metauro, subendo perdite significative e lasciando armi agli Alleati. 
Il 24 agosto iniziarono i primi scontri per sfondare la Linea Gotica, che videro impegnati contro le forze tedesche l'8ª Armata Britannica, il Secondo corpo d'armata polacco e la Brigata Maiella. A osservare i movimenti delle truppe da Montemaggiore al Metauro, con i loro binocoli, due testimoni d’eccezione: Winston Churchill e il comandante delle forze britanniche in Italia, Harold Alexander.

## Dopo la battaglia
Nel corso della liberazione di Montecarotto e del territorio circostante si contarono circa 40 soldati tedeschi caduti e 80 polacchi, a cui su aggiunsero 253 feriti e 5 dispersi. Tra militari e civili, 12 furono le perdite italiane. Il combattimento ebbe una risonanza nazionale: ne parlarono radio e giornali.